# Black Sun Press

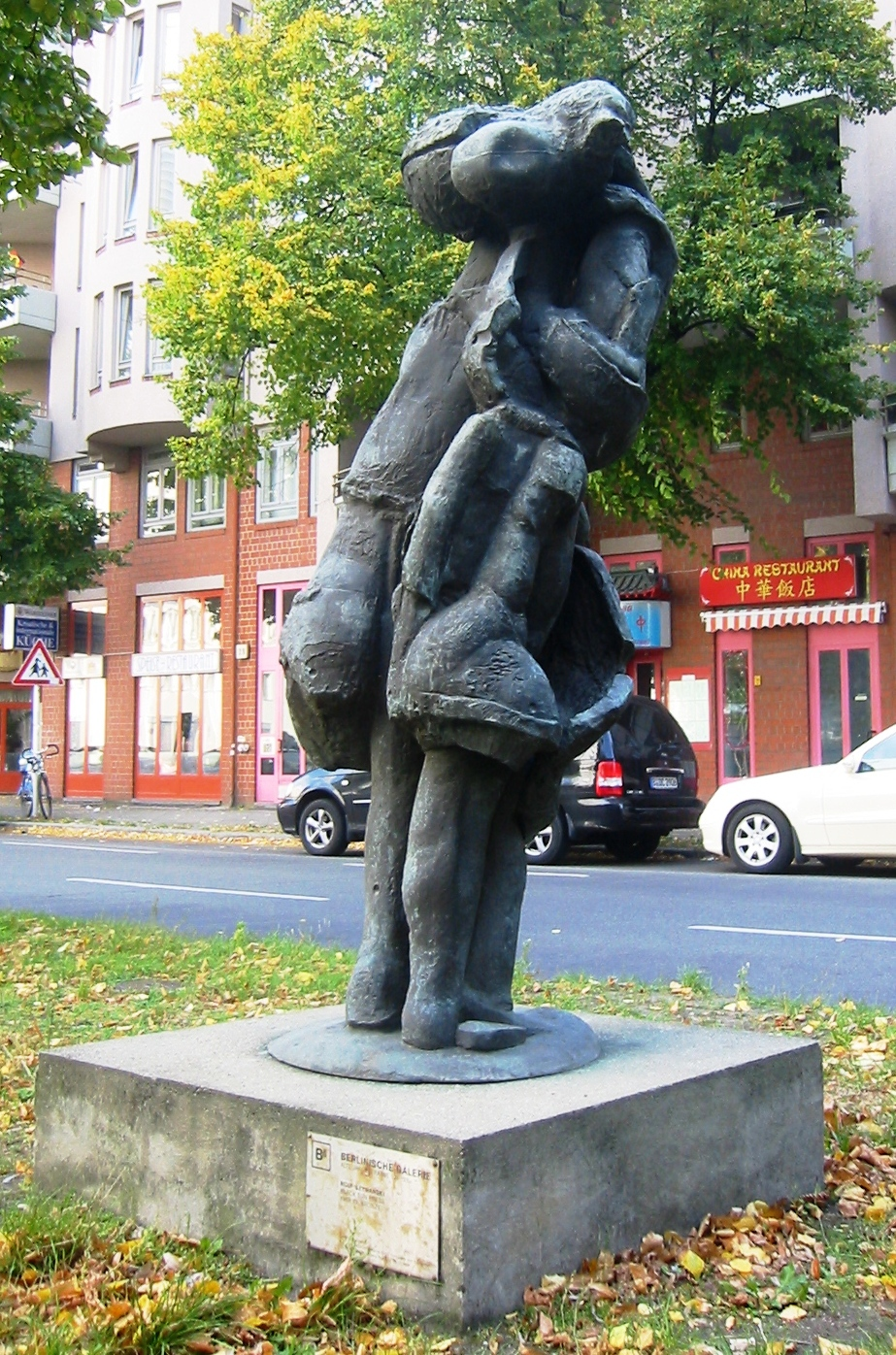
Skulptur Black Sun Press von Rolf Szymanski in Berlin-Kreuzberg

Die Skulptur Black Sun Press ist ein Werk des Bildhauers Rolf Szymanski. Sie steht auf dem Mittelstreifen der Lindenstraße im Berliner Ortsteil Kreuzberg. Sie ist ein Teil einer elfteiligen Ausstellung mit dem Titel Kunst – Stadt – Raum der Berlinischen Galerie, die im öffentlichen Raum zu sehen ist.

## Aufbau
Das Werk besteht aus einer Skulptur mit den Abmessungen 177 × 69 × 88,5 cm und ist aus Bronze gefertigt. Sie entstand in den Jahren 1969 bis 1973 und wurde im Jahr 1991 als Dauerleihgabe der Galerie Brusberg in der Lindenstraße aufgestellt.

## Symbolik
Die Berlinische Galerie beschreibt die Skulptur wie folgt:

„Ein vulkanisch aufgewühlter Leib steht schutzlos und verletzlich vor uns. Die Figur greift aus und zieht sich in sich zurück, sie pulsiert und atmet in sich überlagernden und durchdringenden Volumen. Mit ihren Brüsten, Wülsten, hängenden, dann wieder sich aufstülpenden Massen, aber auch fast gewaltsamen Vertiefungen ist in barocker Bewegtheit das Schwergewicht nach oben verlagert. Der Mensch steht schräg geneigt auf schmalen Beinen unsicher im Raum. Er nimmt seine individuellen Erfahrungen anbrandender Wirklichkeit in seinen Leib hinein, tritt uns in seiner Zerrissenheit ebenso wie in der Fülle des Lebens gegenüber, in seiner vergänglichen Architektur sinnlicher Fleischlichkeit. Aus Erde geformt, in Erz gegossen.“

Die Skulptur reiht sich damit in eine ganze Reihe, ähnlich gestalteter Werke wie die Wasserträgerin oder die Warschauer Nixe ein. Von Szymanski wird berichtet, dass er die Utopie habe, „mit einem Klumpen Material jenes Stück zu finden, das Leben aufwiegt“.

## Umfeld der Ausstellung
Da die Berlinische Galerie aus Platzmangel keinen eigenen Skulpturengarten unterhalten kann, kam die Idee auf, das Umfeld der Galerie zum öffentlichen Kunstraum umzugestalten. Damit sollen Spaziergänger, die hier in der Südlichen Friedrichstadt auf der Suche nach Museen wie dem Jüdischen Museum sind, signalisiert werden: „Hier bin ich bestimmt richtig.“